# NGC 2324
NGC 2324 је расејано звездано јато у сазвежђу Једнорог које се налази на NGC листи објеката дубоког неба.
Деклинација објекта је + 1° 2' 41" а ректасцензија 7h 4m 7,9s. Привидна величина (магнитуда) објекта NGC 2324 износи 8,4. NGC 2324 је још познат и под ознакама OCL 542.